# Ампліфікація міжгенного спейсерного району, що транскрибується
Ампліфіка́ція міжге́нного спе́йсерного райо́ну, що транскрибу́ється (англ. ITS-PCR або ITS-ПЛР) це молекулярно-генетичний метод, що базується на ПЛР і використовується, для ідентифікації мікроорганізмів.

## Суть методу
Для ITS-ПЛР аналізу застосовують консервативні праймери до 16S і 23S рибосомальних генів, в результаті чого ампліфікуються послідовності міжгенного спейсера (ITS). ITS райони між 16S і 23S генами рРНК можуть включати кілька генів тРНК і некодуючі ділянки. Вони знаходяться під меншим селективним тиском і тому значно варіабельніші ніж самі послідовності 23S і 16S рРНК генів.
Після реакції ПЛР з універсальними праймерами ідентифікація ізоляту проводиться на основі аналізу числа і довжини ампліфкованих ПЛР-продуктів. Поява більш ніж однієї лінії при аналізі одного бактеріального ізолята може бути результатом наявності різних рДНК варіабельних оперонів. А сама варіація серед оперонів мультиоперонного прокаріотичного геному може досягати значення варіабельності між близькородинними штамами, що є пересторогою для використання ITS аналізу для диференціації і ідентифікації родинних бактеріальних штамів.
Підвищення специфічності цього методу може досягатись за допомогою рестрикційного ферментативного аналізу (REA) ПЛР — ампліфікованих ITS продуктів (RISA) чи їх секвенування, а також поєднанням даного аналізу з RFLP (ITS-RFLP).